# Edward Evan Evans-Pritchard
Sir Edward Evan Evans-Pritchard (21. září 1902 Sussex – 11. září 1973 Oxford) byl britský sociální antropolog a religionista. Proslavil se zjeména svými výzkumy v Africe, v Súdánu a na horním toku Nilu. Mezi lety 1946–1970 byl profesorem sociální antropologie na Oxfordské univerzitě, roku 1971 byl povýšen do šlechtického stavu.

## Život
Evans-Pritchard se narodil v rodině anglikánského faráře a v letech 1921- 1924 studoval moderní historii v Oxfordu. Antropologii studoval u C. G. Seligmana na London School of Economics (LSE), kam v té době právě přišel Bronislaw Malinowski. Společně s R. Firthem se stal jeho prvním, i když kritickým žákem. Roku 1926 byl Seligman pověřen, aby pro ministerstvo kolonií udělal výzkum v Súdánu, ale protože onemocněl, ujal se úkolu Evans-Pritchard. Výsledky prvního výzkumu mezi Azande obhájil jako disertační práci a pak se mezi ně pravidelně vracel. Roku 1930, když Britové krvavě potlačili povstání nilotských Nuerů, začal pracovat tam, ačkoli mu dlouho trvalo, než ho domorodci přestali vnímat jako nepřítele. V letech 1932–1935 byl profesorem na univerzitě v Káhiře, od roku 1935 profesorem africké sociologie v Oxfordu.
Za druhé světové války sloužil jako důstojník v Habeši, kde vedl partyzánskou válku proti Italům, dále v Súdánu, v Libyi a v Sýrii. Podle svědectví jeho kolegy, antropologa Lienhardta, „se části jeho života podobaly dobrodružnému románu“. Ke konci války, v roce 1944 konvertoval ke katolictví. Po válce přednášel rok v Cambridge a v roce 1947 nastoupil po Alfredu Radcliffe-Brownovi jako profesor antropologie v Oxfordu, kde přednášel až svého do penzionování v roce 1970. S manželkou Iomou měli pěti dětí.

## Dílo
Evans-Pritchard byl především neobyčejně poctivý a kritický vědec, přísný kritik všech pouze spekulativních teorií, kterých bylo i v antropologii dost. Přísně posuzoval například tehdy módní evolucionismus, jednoduchou představu lineárního vývoje společností, a to často navzdory známým skutečnostem. Se snahou o objektivní popis spojoval i úsilí o hluboké porozumění studovaným kulturám. Jeho popisy vycházejí z respektu ke studovaným „domorodcům“, u nichž samozřejmě předpokládal značnou míru racionality i dalších schopností. Jako religionista ostře kritizoval jak psychologické (Edward Burnett Tylor, James Frazer, Sigmund Freud), tak sociologické (Karl Marx, Durkheim, Malinowski) teorie o vzniku náboženství, i když právě Durkheima si nesmírně vážil.
Smysl svého antropologického bádání však neviděl jen ve shromažďování informací, protože studium „primitivních“ společností může významně prohloubit naše chápání společností moderních, složitějších a méně přehledných. Evans-Pritchard zdůrazňoval významné paralely mezi prací antropologa a historika; že jeden z nich pracuje s přímými svědectvími a druhý s archiváliemi, je podle něho jen technický rozdíl. Jako se historik snaží překlenout propast času a pochopit minulé, snaží se antropolog překlenout kulturní a jazykovou propast a ukázat „domorodce“ ne jako nepochopitelné kuriozity, ale jako nám velice podobné lidi.

## Výběrová bibliografie
- Witchcraft, Oracles and Magic Among the Azande, 1937
- The Nuer: A Description of the Modes of Livelihood and Political Institutions of a Nilotic People, 1940
- African Political Systems, 1940
- The Sanusi of Cyrenaica, 1949
- Kinship and Marriage Among the Nuer, 1951
- Social anthropology, 1951
- Theories of Primitive Religion, 1965
- The Zande Trickster, 1967

## Sekundární literatura
- DOUGLAS, Mary: Edward Evans-Pritchard. New York: Viking Press, 1980.
- PALS, Daniel L.: "Sociální 'výtvor srdce': E. E. Evans-Pritchard", in Osm teorií náboženství. Praha: ExOriente, 2015; s. 302–342. ISBN 978-80-905211-2-4